# Ивановка (Хайбуллинский район)
Ивано́вка (баш. Ивановка) — село в Хайбуллинском районе Башкортостана. Административный центр Ивановского сельсовета. Согласно переписи 2020 года население составляло 828 человек.

## География
Расстояние до:
- районного центра (Акъяр): 32 км,
- ближайшей ж/д станции (Сара): 88 км.

## Население
| 2002 | 2010 |
| ---- | ---- |
| 935  | ↘877 |

Национальный состав
Согласно переписи 2002 года, преобладающая национальность — башкиры (87 %).

## Религия
В селе есть церковь Покрова Пресвятой Богородицы.